# Neînțelesul (film)

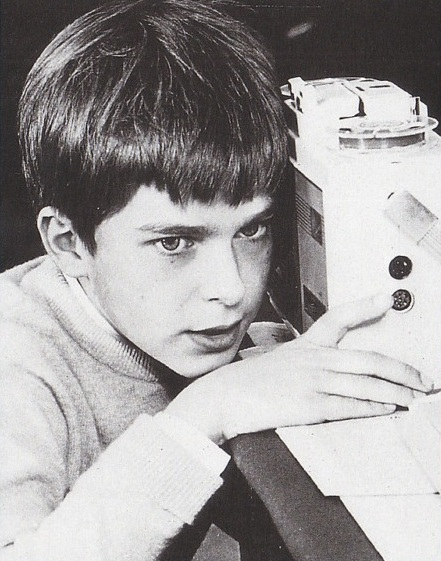
Stefano Colagrande (Andrea) într-o scenă din film

Neînțelesul  (titlul original: în italiană Incompreso (Vita col figlio)) este un film dramatic italian, realizat în 1966 de regizorul Luigi Comencini, după romanul omonim din 1869 al scriitoarei Florence Montgomery, protagoniști fiind actorii Anthony Quayle, Stefano Colagrande, Simone Giannozzi și Adriana Facchetti. 

## Conținut
Duncombe este consulul general al Regatului Unit la Florența în Italia. Devine văduv când cei doi fii ai săi, Andrea și Milo, sunt încă copii. Andrea, cel mai mare, reacționează aparent cu maturitatea adultului la pierderea mamei sale, având grijă de micul Milo, o încercare de a găsi o cale de ieșire dintr-o astfel de pierdere prematură zdrobitoare a inimii. Milo îl învinovățește în permanență pe Andrea pentru comportamentul său răutăcios, dar fratele său își asumă cu îndrăzneală vina, deoarece personalitatea lui este cea a unui adult sau cel puțin așa încearcă să fie. Tatăl, dat fiind mandatul său, este adesea absent atât fizic cât și emoțional, în special față de Andrea. Prea târziu, abia după un accident cu urmări grave pentru Andrea, tatăl încă afectat de moartea soției, își dă seama că nu a înțeles sensibilitatea celor doi copii ai săi, cu caractere diferite.

## Distribuție
- Anthony Quayle – Console John E. Duncombe
- Stefano Colagrande – Andrea
- Simone Giannozzi – Milo
- Adriana Facchetti – Luisa
- Silla Bettini – maestrul de judo
- Rino Benini – Casimiro
- Giorgia Moll – Nina
- Graziella Granata – Dora
- John Sharp – unchiul Will
- Franco Fantoni – Frank
- Anna Maria Nardini – bambina la teatru

## Premii și nominalizări
Filmul a fost prezentat în concursul Festivalul de la Cannes din 1967.
- 1967 David di Donatello
  - Cel mai bun regizor
- 1968 Nastro d'argento
  - Cea mai bună imagine color

## Remake
S-au făcut două remakeuri: filmul Incompreso - L'ultimo sole d'estate (1984) și o miniserie TV în două părți Incompreso (2002), cu Luca Zingaretti și Margherita Buy.